# Studia Mathematica
Studia Mathematica est une revue scientifique de recherche mathématique publiée par l'Académie polonaise des sciences.

## Le journal
Studia Mathematica a été fondée en 1929 par Stefan Banach et Hugo Steinhaus à Lviv (Lwów en polonais). Les articles dont les principaux thèmes sont l'analyse fonctionnelle, l'analyse et la théorie des probabilités peuvent être écrits en anglais, allemand, français et russe. Les premiers rédacteurs en chef étaient Stefan Banach, Hugo Steinhaus et Herman Auerbach.
En 1940, la guerre a contraint la suspension de la publication après le volume 9 et la revue a pu réapparaître avec le volume 10 en 1948 à Breslau, car Lwów n'était plus polonaise.

## Séquelles de la guerre
Les premiers volumes parus après la guerre montrent dans une série de notes ou de publications posthumes l'impact de la barbarie nazie sur le monde mathématique polonais.
Dans le volume 10, Hugo Steinhaus écrit (en français) dans une note sur Herman Auerbach: Ce mathématicien distingué et homme de rares qualités d'esprit et de cœur a été assassiné par les Allemands à Lwów en 1942.
Dans le volume 10, l'article posthume de Meier Eidelheit Quelques remarques sur les fonctionnelles linéaires est accompagné des lignes : L'auteur de ce travail a été assassiné par les Allemands en mars de 1943. Le manuscrit qu'il fit parvenir à la rédaction en 1941 a été retrouvé récemment parmi les papiers laissés par S. Banach.
En 1950, dans le volume 11, Andrzej Alexiewicz (pl) présente son travail accompagné de la note : « Présenté avec quelques minimes différences comme thèse de doctorat, le 10 mars 1944 en secret à l'université de Lwów, durant la terreur de l'occupation allemande. »
Dans le volume 11, l'article posthume Weak compactness in Banach spaces de G. Sirvint est précédé des lignes : « L'auteur a été assassiné par les Allemands durant la Seconde Guerre mondiale. Le présent travail a été reçu par l'éditeur en 1941 et a été révisé par A. Alexiewicz. »